# تپه سوق
تپه سوق در سوق، داخل شهر واقع شده و این اثر در تاریخ ۲۴ فروردین ۱۳۸۲ با شمارهٔ ثبت ۸۳۰۲ به‌عنوان یکی از آثار ملی ایران به ثبت رسیده است.